# Tajemnica Statuetki
Tajemnica Statuetki ist ein 1993 von Metropolis Software House für DOS-basierte Computer entwickeltes und veröffentlichtes Computerspiel des Adventure-Genres. Es war das erste Abenteuerspiel aus Polen. Seine Handlung dreht sich um den fiktiven Interpol-Agenten John Pollack, der versucht, ein Geheimnis rund um den Diebstahl verschiedener Antiquitäten auf der ganzen Welt zu lösen.
Während die Software-Piraterie in Polen weit verbreitet war, konnte das Spiel bei seiner Veröffentlichung zwischen 4000 und 6000 Kopien verkaufen und wurde im Land sehr populär. Tajemnica Statuetki wurde für seine Handlung gelobt und war ein kultureller Meilenstein, der dazu beitrug, die polnische Videospielindustrie trotz kleiner Kritik an Spielmechanik und audiovisuellem Design zu fördern und zu legitimieren.